# Mień (Nurzec)
Der Mień (Mianka; zu unterscheiden vom gleichnamigen Weichselzufluss Mień (Weichsel)) ist ein kleinerer rechter Zufluss des Nurzec in Polen. Er entspringt bei Szymbory-Andrzejowięta in der Woiwodschaft Podlachien in 157 m Höhe und mündet nach einem Lauf von ca. 20 km vorwiegend in südlicher Richtung in den Nurzec.